# Gilles Pélisson
Pour les articles homonymes, voir Pélisson.
Gilles Pélisson, né le 26 mai 1957 dans le 6e arrondissement de Lyon, est un chef d'entreprise français, ancien DG puis PDG d'Euro Disney SCA (1997-2000), de Bouygues Telecom (2004-2005) et du groupe hôtelier Accor (2009-2011). De janvier 2006 à novembre 2010, il est administrateur-directeur général du groupe Accor. Il est ensuite membre des conseils d'administration des sociétés Accenture, NH Hoteles, BIC et TF1. Il dirigea du 19 février 2016 au 13 février 2023 le Groupe TF1.
Le 9 juillet 2023, il est élu à la présidence d'Unifrance.

## Biographie
Gilles Pélisson est le fils d'Henry Pélisson (1929-2005), directeur commercial de la soierie familiale Billon & Cie, et de Suzanne Colomban, ainsi que le neveu de Gérard Pélisson, fondateur d'Accor. Après des études au lycée du Parc et Saint-Exupéry à Lyon, et à l'Ecole alsacienne à Paris, il est diplômé de l'ESSEC en 1979 et sort titulaire d'un MBA de Harvard en 1983.
Après avoir travaillé à New York pour la Société générale entre 1981 et 1983, Gilles Pélisson commence sa carrière chez Accor, dont son oncle Gérard Pélisson est un des deux fondateurs, et où il occupe plusieurs responsabilités de 1983 à 1995.
Gilles Pélisson a d'abord passé six ans aux États-Unis comme assistant du vice-président de la chaîne hôtelière Novotel à New York, puis il devient directeur du marketing des restaurants Seafood Broiler à Los Angeles en 1985, puis senior vice-président d'Accor pour la zone Asie-Pacifique en 1987. Gilles Pélisson a ensuite été nommé en France, toujours au sein d'Accor, directeur général des restaurants Courtepaille en 1988, puis directeur général des opérations en 1991, et enfin coprésident de Novotel en 1993.
En 1995, il a rejoint Euro Disney SCA comme directeur général adjoint, puis directeur général, avant d'être élu vice-président en février 1996 et promu président-directeur général en février 1997.
En avril 2000, Gilles Pélisson intègre le groupe Suez comme président du nouveau consortium Suez-Telefonica ST3G, candidat à une licence UMTS, PDG de Noos, réseau câblé leader en France, et directeur général de Suez Connect. En septembre 2001, Gilles Pélisson rejoint Bouygues Telecom comme directeur général et est promu PDG en février 2004.
Le 9 janvier 2006, Gilles Pélisson devient directeur général et administrateur du groupe Accor, comme le principe en était arrêté depuis octobre 2005. Il remplace Jean-Marc Espalioux, qui dirigeait le groupe depuis 1997. Après la démission de Serge Weinberg en février 2009, Gilles Pélisson cumule la fonction de président du conseil d'administration à celle de DG du groupe Accor, poste qu’il occupe jusqu’en janvier 2011.
Pendant ses cinq années à la tête du groupe, il mène notamment à bien la scission des activités d'hôtellerie, qui conservent le nom d'Accor, et de celles de services et de tickets-restaurants, sous le nom d'Edenred.
Le 3 novembre 2010, le conseil d'administration d'Accor annonce avoir décidé lors de sa réunion la veille le remplacement de Gilles Pélisson (officiellement pour « divergences stratégiques » avec ses actionnaires) par Denis Hennequin, précédemment PDG de McDonald's Europe, à partir du 1er décembre 2010 comme directeur général.
Administrateur du groupe TF1 depuis 2009, Gilles Pélisson est nommé PDG du Groupe le 19 février 2016, succédant à Nonce Paolini. Il est remplacé à ce poste par Rodolphe Belmer le 13 février 2023.
Le 7 juillet 2023, Gilles Pélisson est élu président d'Unifrance pour trois ans.

### Autres mandats et activités
Gilles Pélisson siège au conseil exécutif du Medef de 2006 à 2012,.
Jusqu’à sa nomination à la présidence du groupe TF1 le 19 février 2016, Gilles Pélisson a exercé plusieurs mandats d’administrateur indépendant dans des sociétés internationales cotées : BiC, NH Hoteles et Accenture.
Gilles Pélisson était également membre et vice-président du conseil de surveillance du Groupe Lucien Barrière, ainsi qu'administrateur de Sun Resorts.
Il est membre du Harvard Club de New York City et du Siècle.
Il a été président du conseil de surveillance du Groupe ESSEC, et cofondateur de la fondation ESSEC, dont il fut le premier président de 2011 à février 2016.
Gilles Pélisson a été membre du Global Senior Advisory Board de la banque d’affaires américaine Jefferies de 2012 à 2016, actionnaire des cristalleries du Val-Saint-Lambert en Belgique, membre du Comité stratégique de France Evénements, Atout France, administrateur du GIE (Groupe d'intérêt économique), de la Maison de la France, et administrateur de l’Institut Paul Bocuse.
Il est président de l'Institut Lyfe (ex Institut Paul Bocuse à Lyon).

## Hobbies
Gilles Pélisson est un amateur de foot et un soutien de l’Olympique lyonnais, anciennement présidé par son ami Jean-Michel Aulas.
Également passionné de voile, Gilles Pélisson a battu le record Miami-New York en 1999, sur Explorer, un voilier géant de 27 mètres.

## Vie privée
Il a deux enfants, Justine et Julien, avec Sylvie son épouse, diplômée d’un MBA américain de l’université de Pace à New York et enseignante à Dauphine et qui a été aussi président de l'Institut Lyfe.

## Décorations
- Chevalier de la Légion d'honneur[20]
- Chevalier de l'ordre national du Mérite[21]
- Officier de l'ordre des Arts et des Lettres[22]
- Chevalier de l'ordre de Grimaldi[23]